# لاي خرمي
لاي خرمي (بالفارسية: لای خرمی) هي قرية تقع في منطقة رونيز في إيران. يقدر عدد سكانها بـ 55 نسمة بحسب إحصاء 2016.